# (668381) 2011 WJ157
(668381) 2011 WJ157 est un objet transneptunien en résonance 1:6 avec Neptune et une planète naine potentielle, ayant un diamètre estimé à environ 450 km.